# Toxicocalamus loennbergii
Toxicocalamus loennbergii — вид отруйних змій родини аспідових (Elapidae). Ендемік Індонезії. Вид названий на честь шведського зоолога Ейнара Леннберга.

## Поширення й екологія
Toxicocalamus loennbergii відомі з типової місцевості, розташованої на північ від міста Факфак на півострові Онін в провінції Західне Папуа, на висоті 520 м над рівнем моря.